# ديك جيمس
ديك جيمس (بالإنجليزية: Dick James)‏ (و. 1934 – 2000 م) هو لاعب كرة قدم أمريكية، من الولايات المتحدة، ولد في غرانتس باس، يلعب كخط وسط ‏، توفي عن عمر يناهز 66 عاماً، بسبب سرطان البروستاتا.

## التعليم
تعلم في جامعة أوريغون.